# ふたば (ショーダンサー)
ふたば（1996年3月9日 - ）は、日本のショーダンサー、グラビアアイドル、タレント。

## 人物
音楽が好きで学生時代は吹奏楽部でフルートを吹いていた。そのころからアニソンのシンガーに憧れており、18歳の頃から地元のライブハウスで歌っていた。20歳の時、そのパフォーマンス映像がきっかけとなりゲーム会社にスカウトされ、両親の反対を押し切って通っていた看護学校を中退し、家賃と3万円を握りしめて「なんとかなるか！」という意識で上京した
。
ゲームの主題歌を歌ったりしながら、ゲームセンターでアルバイトするなどしていたが、友達に連れていってもらってバーレスク東京を知った。1年くらいは客として通っていたが、「ここで歌えたら楽しいだろうな」という気持ちでオーディションに応募。2019年に入店し、ショーダンサーへの道を踏み出した。
プライベートな時間は、ひたすら部屋に引きこもってゲームをしていて、コミケに参加することもある自称“ヲタク”である。
自身の歌を聴きにきてくれる客をもっと増やし、いつかは自分のワンマンショーを開催して、思う存分アニソンを歌いたいと考えている。
ファンから「神対応No.1」と賞賛され、2022年12月、バーレスク東京で開催された“今年一番輝いていたダンサー”を投票で決める「Queen of BURLESQUE 2022」で準グランプリに、「Queen of BURLESQUE 2023」で6位に選出された。
2024年5月、所属の「バーレスク東京」が、屋号を新名称「ROKUSAN ANGEL」（口クサンエンジェル）に変更した。これに伴い、ふたばは「私たちは変わらず待っているからね」と自身のXで発信した。
2024年11月に行われた「バーレスク総選挙2024」の1次選考で1位を獲得し、同年12月に行われたファイナルステージでは3位を獲得した。
バーレスク東京のダンサーから選抜されたアイドルユニット「キュンキュンクリーム」のメンバーでもある。2024年8月1日には「蜂蜜色の恋 (feat. ふたば) [Cover]」がリリースされた。
趣味はゲーセン巡り・アニメ鑑賞、特技は昭和歌謡を歌うこと。

## 出演

### インターネットTV
- 今夜は脱衣！水着にもなれるアイドル!矢口真里の火曜The NIGHT#279（2022年5月25日、ABEMA）※リモート出演

### WEB配信・動画（一部）
- 【Futaba ver.】Kyun Kyun Cream（キュンキュンクリーム）／上海ロマンス（Music Video）（2021年8月9日、バーレスク東京チャンネル）[12]
- 【ふたば #バーレスク東京 】準グランプリに輝いたショーダンサーの素の姿はヲタク女子!?（2023年3月2日、Youtube「週プレChannel」）[13]

### イベント・トークライブ

#### キュンキュンクリームのメンバーとして出演
- IDOL魂〜2021Autumn〜（2021年9月23日、室町三井ホール）[14]
- アニレヴ2021 in チームスマイル 豊洲PIT【DAY2】（2021年11月23日、チームスマイル 豊洲PIT）
- LEADING（2023年6月11日、豊洲PIT）[15]

### 雑誌
- 週刊プレイボーイ50号（2021年11月29日発売、集英社）
- 週刊ヤングマガジン14号（2022年3月7日発売、講談社）[16]※裏表紙
- 近代麻雀（2022年06月01日発売、竹書房）
- 週刊プレイボーイ11号（2023年2月27日発売、集英社）[17]※初ソログラビア「おこもりLOVE」

### Web記事
- 【バーレスクダンサー】アニソンを愛するふたば　親の反対を受けながらも「シンガー」の夢を追った（ORICON NEWS）[18]
- ふたば（バーレスク東京）がソロでグラビア初登場！「プロデューサーやファン目線で考える癖があります」（週プレ グラジャパ）[19]
- 「バーレスク東京」の神対応No.1ダンサー、黒髪×ショートのふたばが初ソログラビアでランジェリーやスク水姿を披露! 「週プレ」初登場～アイマス好きのヲタク女子は「プロデューサーやファン目線で考える癖があります」（ネタとぴ）[20]
- バーレスク東京ふたば「なんとかなる精神」で3万握りしめて上京　両親に反対されるも止まらず（WEBザテレビジョン）[3]

## 作品

### デジタル写真集
- NEXT推しガール！ バーレスク Futaba（2022年7月22日、講談社［ヤンマガデジタル写真集］、撮影：LUCKMAN）[21]
- NEXT推しガール！ バーレスク Momo Mirei Marin Futaba＜140枚完全版＞（2022年7月22日、講談社［ヤンマガデジタル写真集］、撮影：LUCKMAN）※他モデル：もも、みれい、まりん[22]
- おこもりLOVE 〜ヲタクな彼女はどきどきショーガール〜（2023年2月27日、集英社［週プレ PHOTO BOOK］、撮影：青山裕企）[23]
- Third Party（2025年2月10日、小学館［スピ/サン グラビアフォトブック］、撮影：中山雅文）[24]

### ディスコグラフィー
キュンキュンクリーム
- ラプソディー（2021年4月1日リリース、デジタルコンテンツ）
- 上海ロマンス（2021年7月15日リリース、デジタルコンテンツ）
- スキスキ大好き（2023年9月13日リリース、デジタルコンテンツ）
- 蜂蜜色の恋 (feat. ふたば) [Cover]（2024年8月1日リリース、デジタルコンテンツ）